# サントゥラリー＝ド＝セルノン
サントゥラリー＝ド＝セルノン （Sainte-Eulalie-de-Cernon）は、フランス、オクシタニー地域圏、アヴェロン県のコミューン。

## 地理

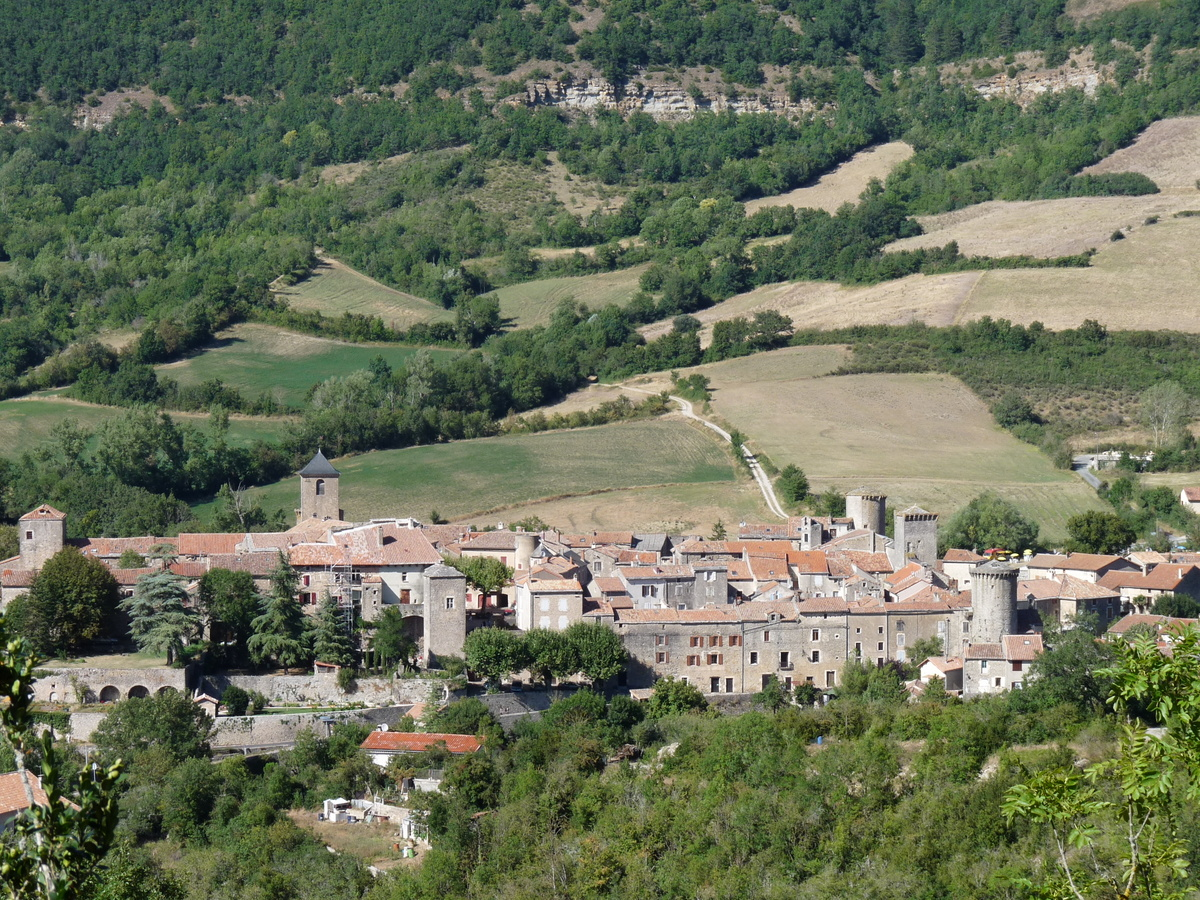
サントゥラリーの遠景

コミューンの管轄区域は、中央高地南部の一部を形で示している。それはコース・デュ・ラルザック地方の一部と、辺鄙なコース地方に切り込みを入れるセルノン川谷の一部にコミューンがまたがっているからである。

## 由来
フランス革命の間、サントゥラリー・デュ・ラルザックと名乗っていたコミューンは、セルノン川の水源を参照してスルス・リーブルと名乗っていた。1889年にサントゥラリー＝ド＝セルノンに改名し、現在まで名乗っている。
住民の名称はSaint-Eulaliensである。しかしながら、住民たちのオック語での自称はCristoulisである。これはキリストの兵士、テンプル騎士団および聖ヨハネ騎士団の存在に言及したものである。

## 歴史
- 新石器時代から人が定住した - 数多くのドルメン、古墳、ガロ＝ローマ時代の定住跡。このガロ＝ローマ時代の定住がおこなわれたのは、ミヨー近くのラ・グロフェサンクの陶器工房の力強い経済活動と、この地をラングドックのドミティア街道に接続する近くのローマ街道とのつながりがあったためである。
- 6世紀のロデーズ司教である聖ダルマスに引用された、アヴェロン最初の教区の1つとなる。
- 中世、地元の教会はジェローヌにあるベネディクト会派修道院に属していた。
- 1158年、アラゴン王配にしてバルセロナ伯であるラモン・バランゲー4世は、自分の権利を行使するには若年であったミヨー子爵レーモン・ベランジェ2世の後見人として、エリー・ド・モンブランにサントゥラリーの町とそれを取り囲むラルザックとして知られる土地を、町と本拠地を建設する許可とともに授けた。
- サントゥラリーを中心とし、テンプル騎士団はラルザック領を組織し、サントゥラリーに大きなコマンドリーを築いた。農業用地が構造化され、コマンドリーはその後フランス南部で有数の強力なものとなり、パレスチナにおけるテンプル騎士団の活動の資金調達に参加した。
- 1312年、テンプル騎士団が解散すると、町は聖ヨハネ騎士団の統治に入った。
- 1377年7月11日の夜間、近隣の領主で強力なロクフイユ家のフランソワ・ド・ロクフイユが城を燃やし、町を略奪した。
- 1442年から1450年にかけ、町の城壁をサン・ボーズリの石工親方デオダ・アロが建設した。
- ルネサンス時代、町は美しくなった。城は、有名な革命家オノーレ・ミラボーの叔父ジャン＝アントワーヌ・リケティ・ド・ミラボーのような司令官（彼は聖ヨハネ騎士団の司令官だった）が余暇を過ごす場所となった。町の広場は、4本のプラタナスの木に囲まれた、記念碑的な噴水の建設で再開発された。教会への出入りは逆になり、中心はバロック様式の出入り口が設けられている。
- 1575年、ユグノー戦争中に町は新教徒によって略奪されている。
- フランス革命の間、サントゥラリーの栄華の大部分が破壊された。コマンドリーは競売にかけられ、8分割されて解体された。
- 1970年代以降、革命で売却されたコマンドリーの分割された部分が再び集められ、記念物の価値が認められ、ラルザック地方のテンプル騎士団と聖ヨハネ騎士団の遺構を周遊する人々に対し門戸を開いている。

## 人口統計
2016年時点のコミューン人口は286人で、2011年時点の人口より10%増加した。
| 1962年 | 1968年 | 1975年 | 1982年 | 1990年 | 1999年 | 2006年 | 2016年 |
| ------ | ------ | ------ | ------ | ------ | ------ | ------ | ------ |
| 276    | 248    | 253    | 230    | 219    | 221    | 240    | 286    |

参照元:1962年から1999年までは複数コミューンに住所登録をする者の重複分を除いたもの。それ以降は当該コミューンの人口統計によるもの。1999年までEHESS/Cassini、2006年以降INSEE

## 史跡
- サントゥラリー教会 - 歴史的記念物[5]

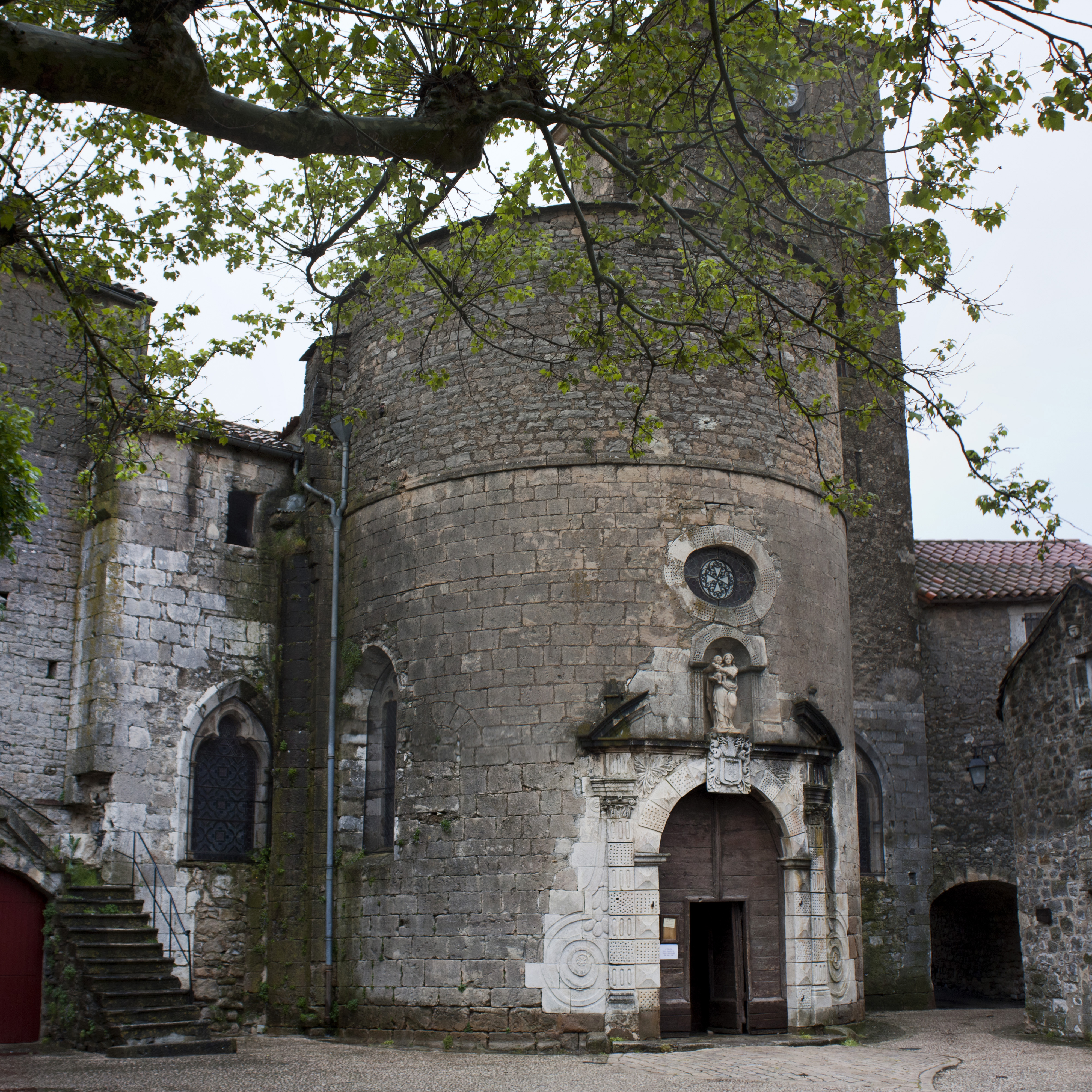
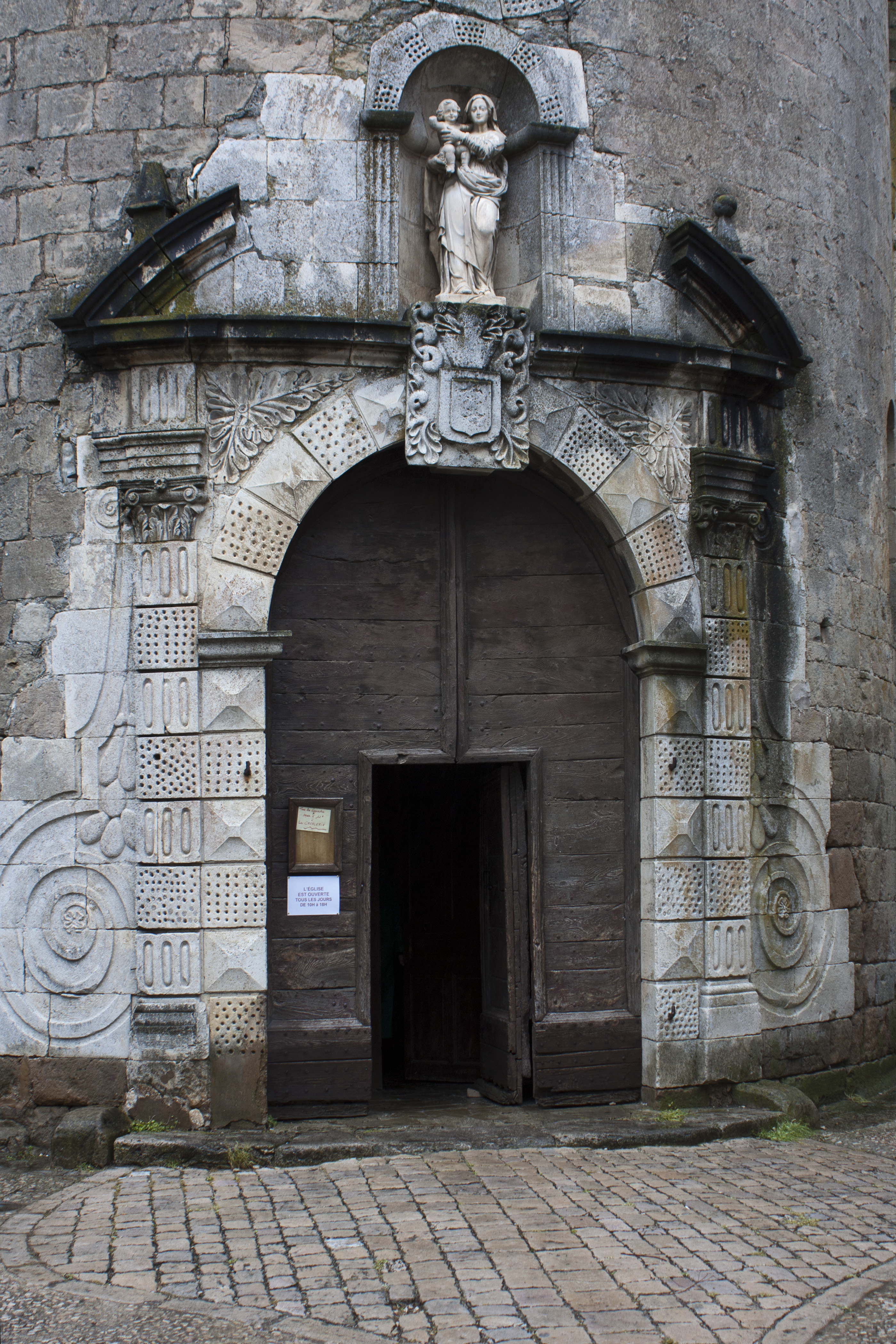
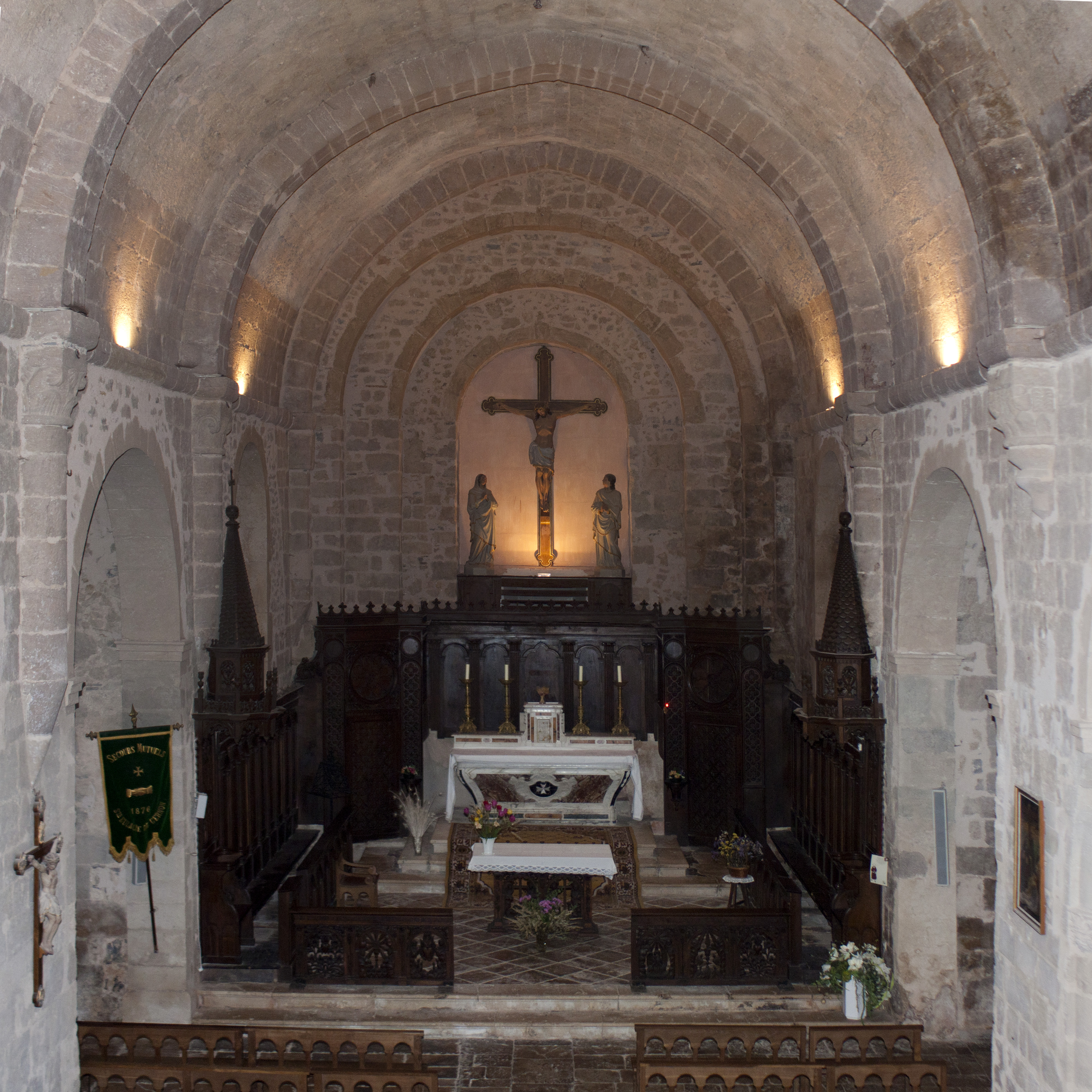
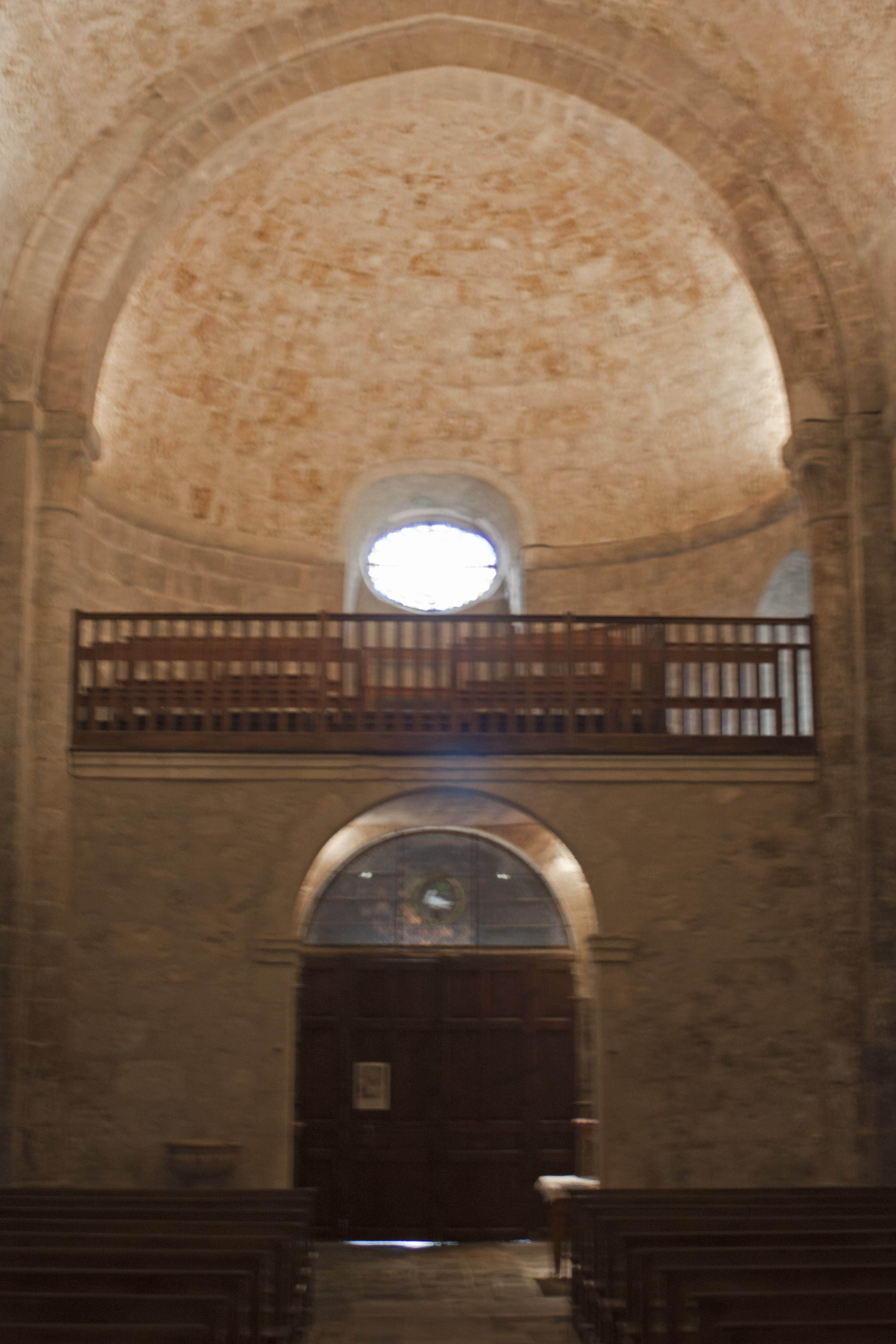
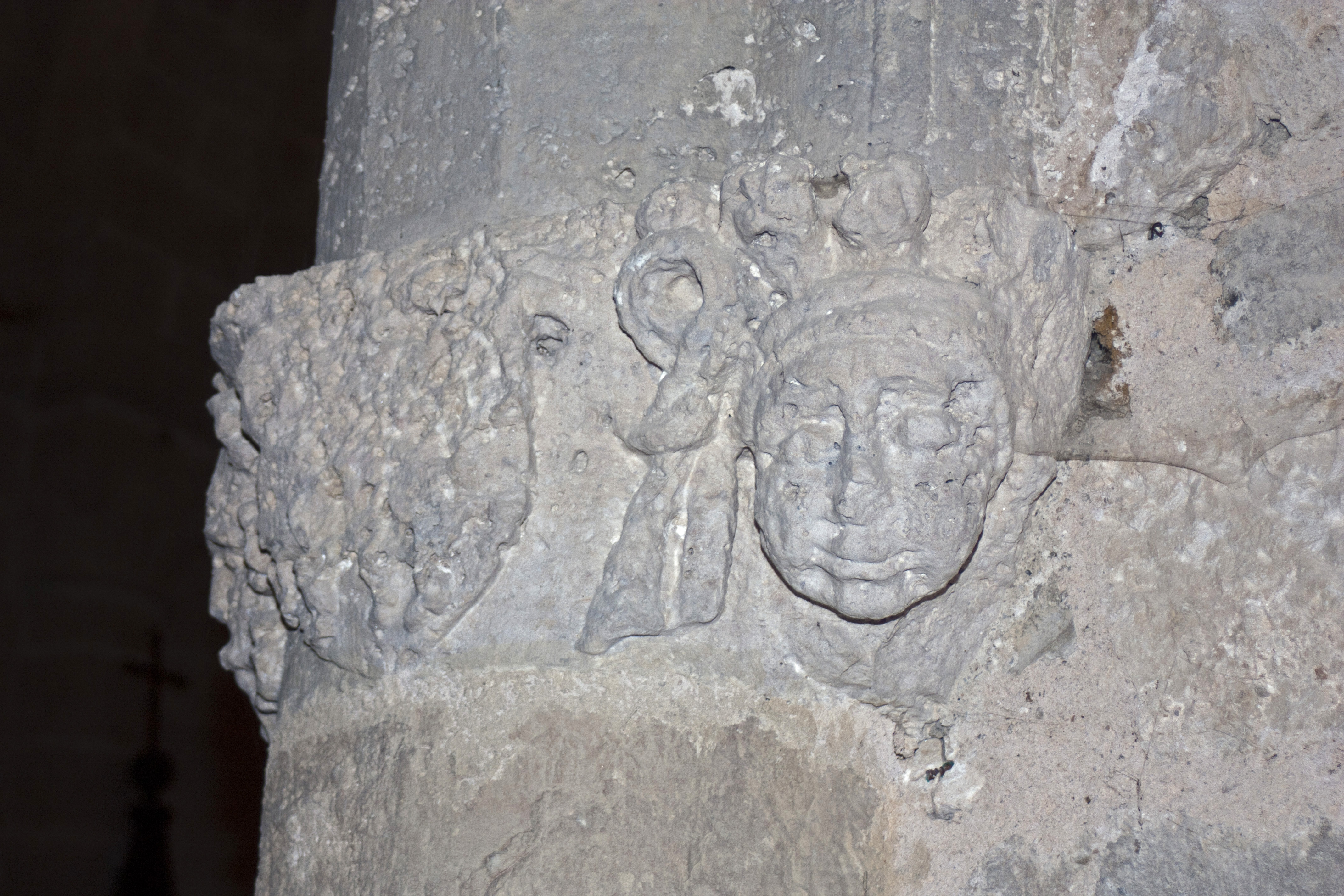

- サントゥラリーのコマンドリー - テンプル騎士団時代の13世紀の遺構、聖ヨハネ騎士団所有となってからの16世紀と17世紀の建物が残る。大広間の梁と天井に描かれた17世紀の絵画は見る価値がある。歴史的記念物[6]

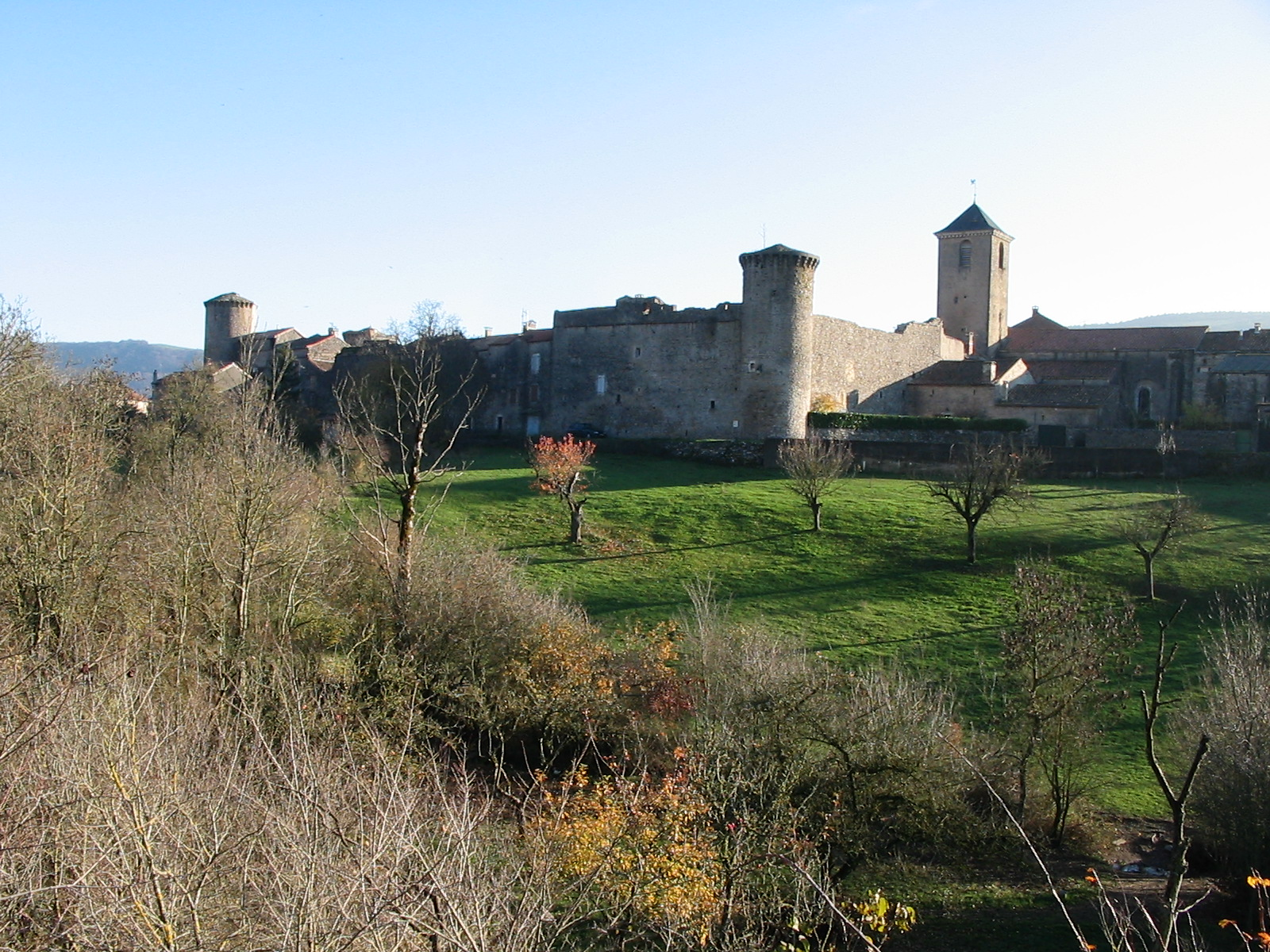
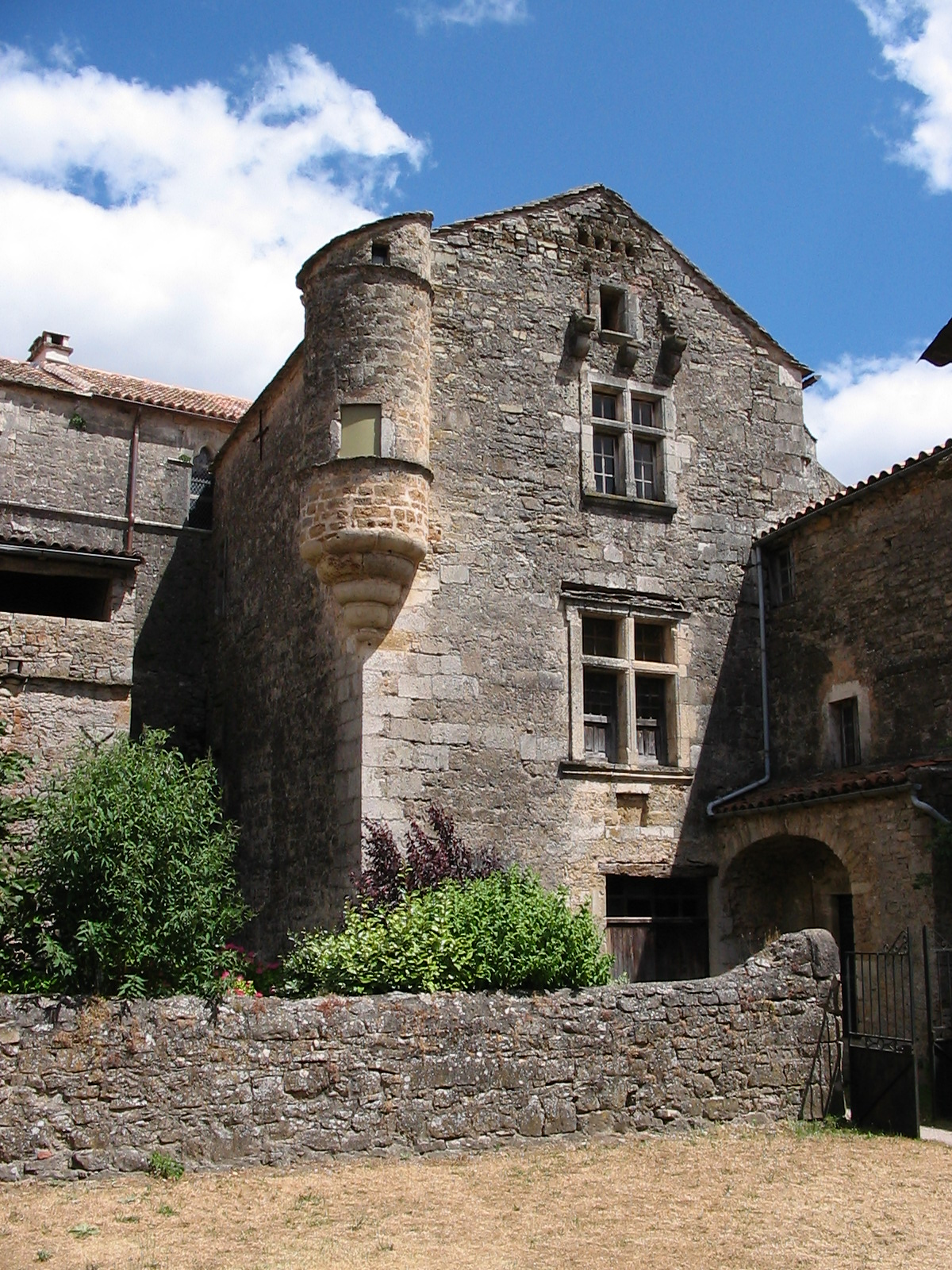
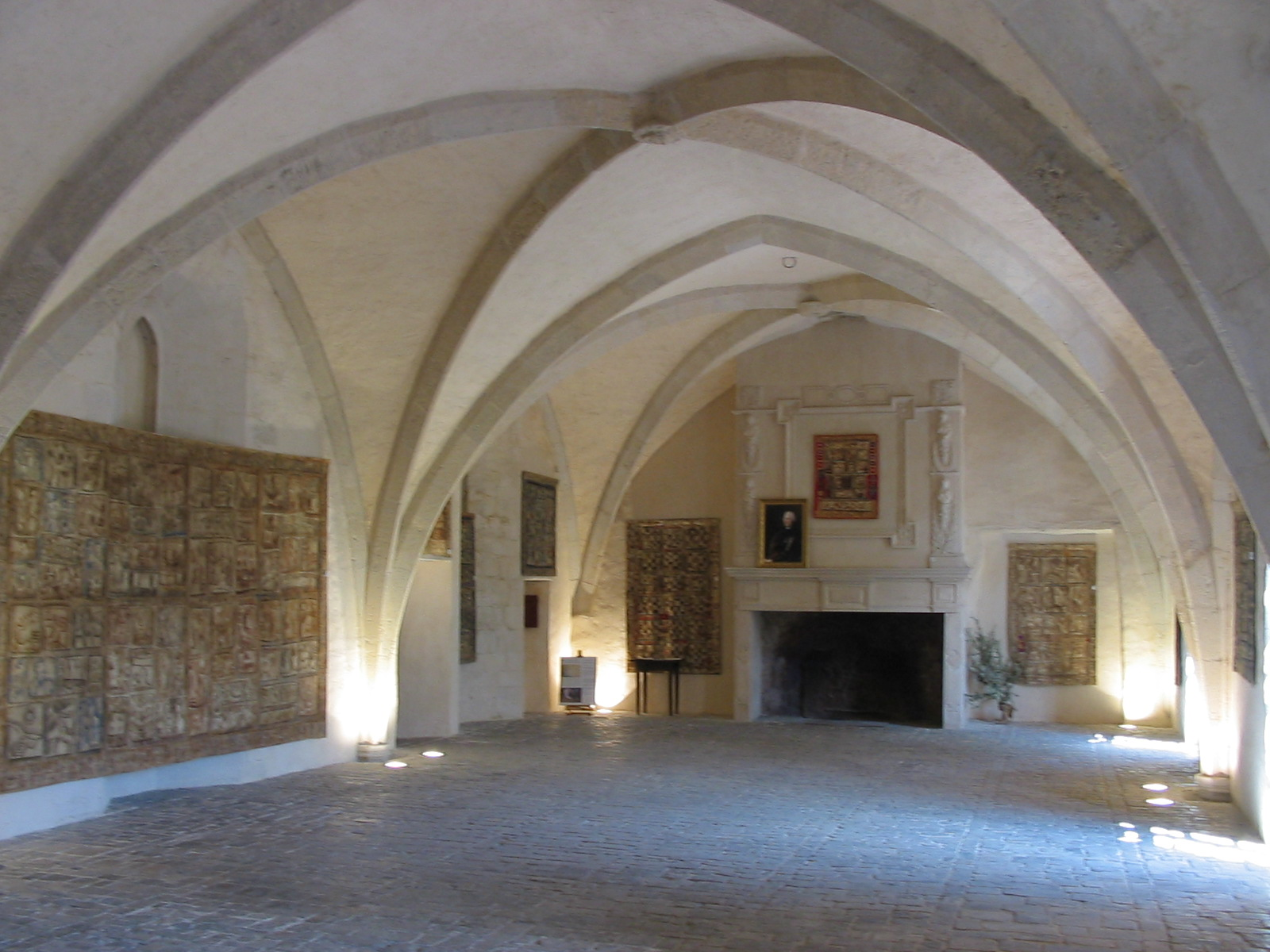
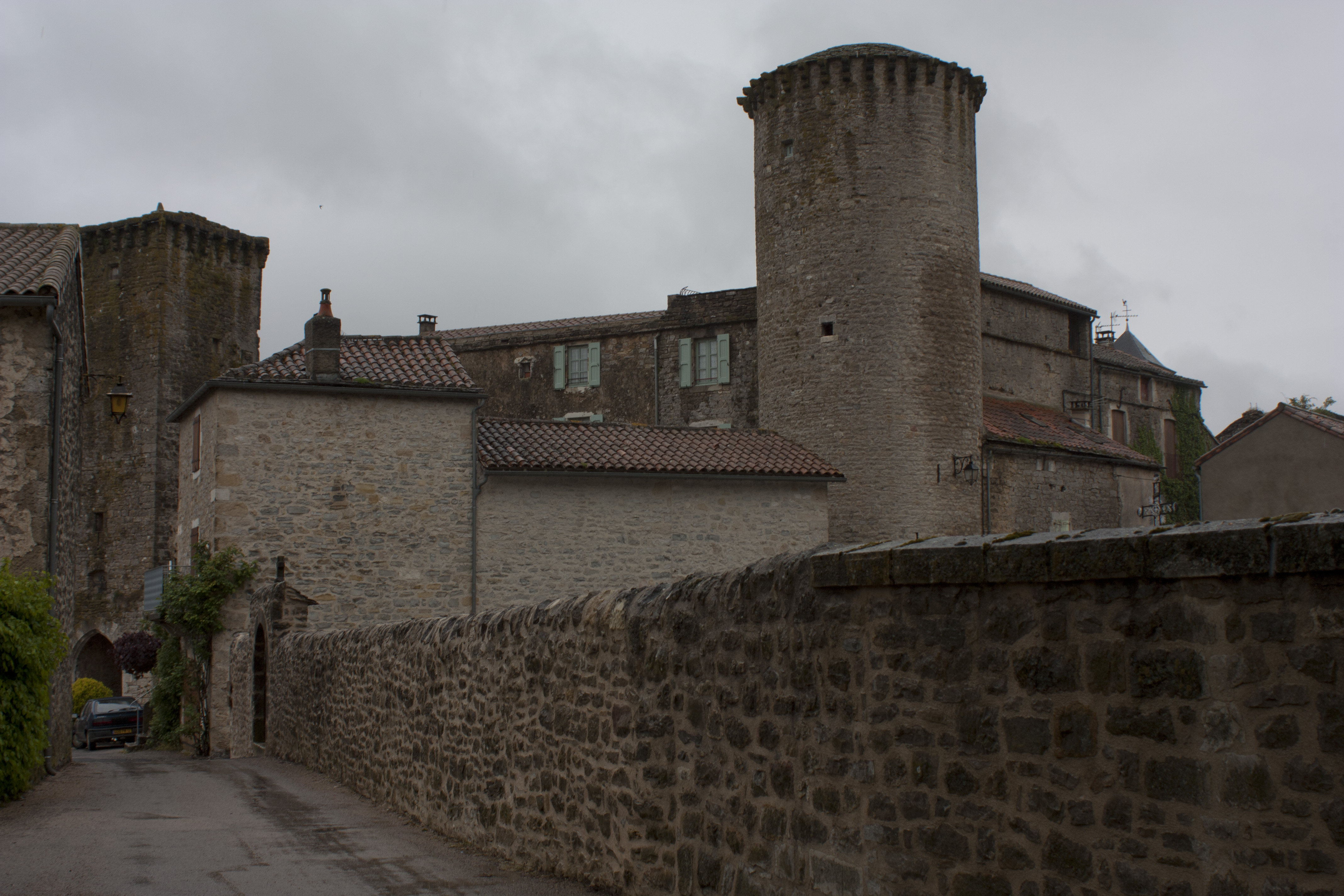

- 中世の街並みが、城壁と要塞跡を備えて良い状態で保存されている。

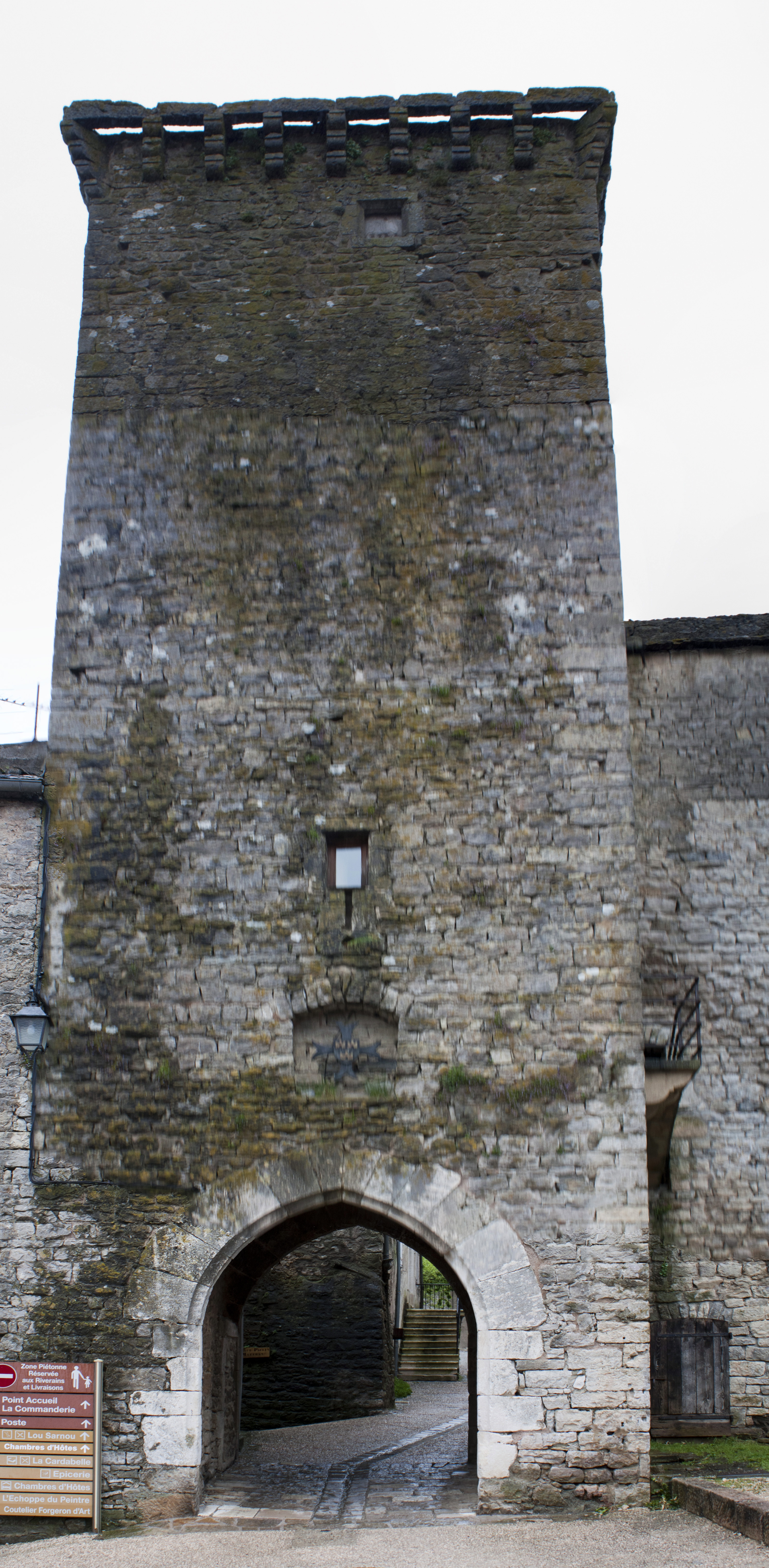
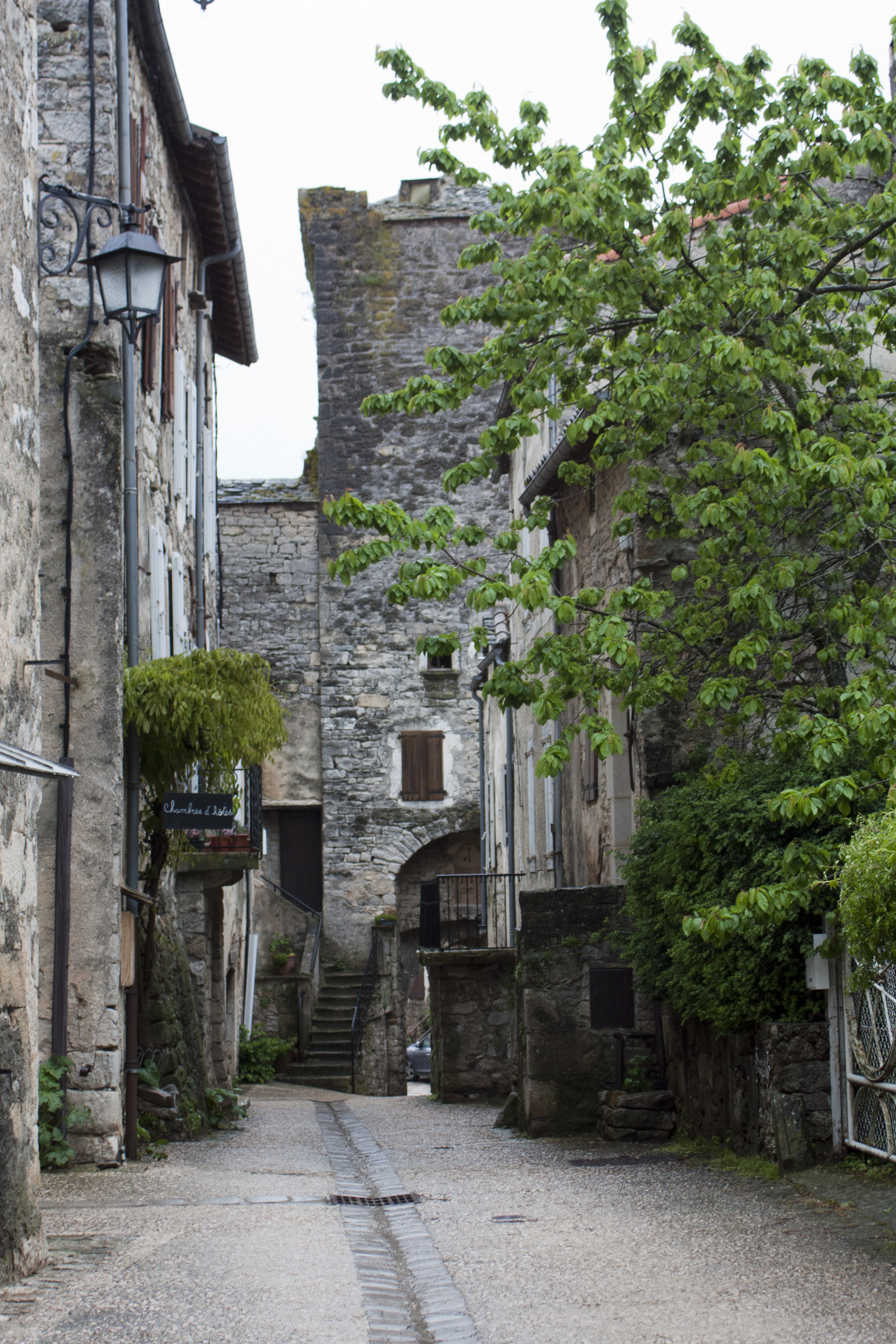
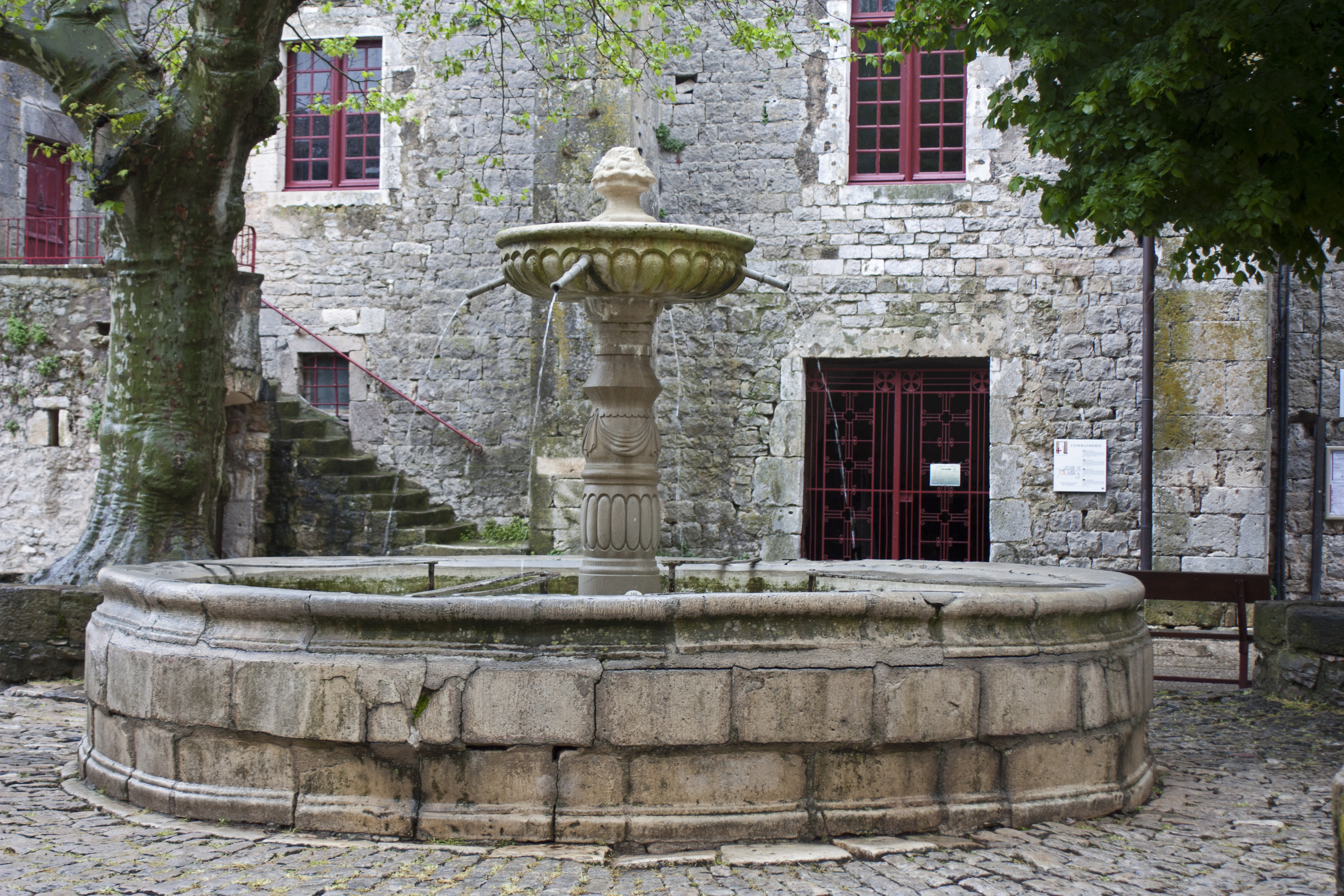
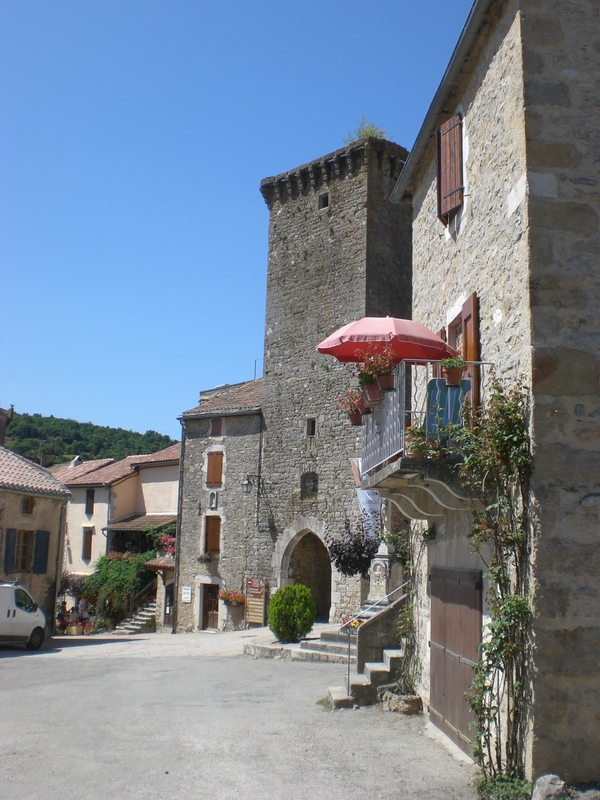
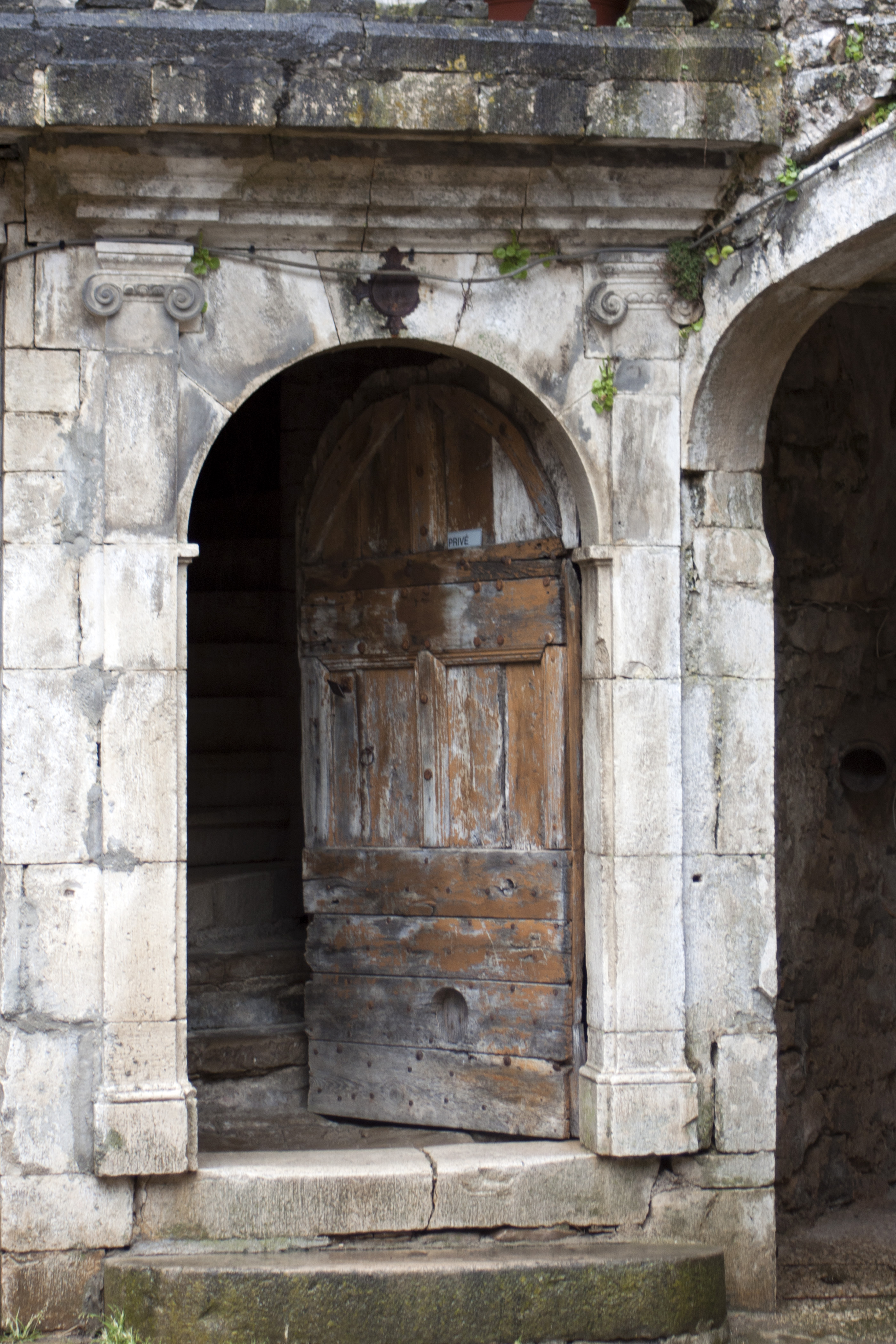
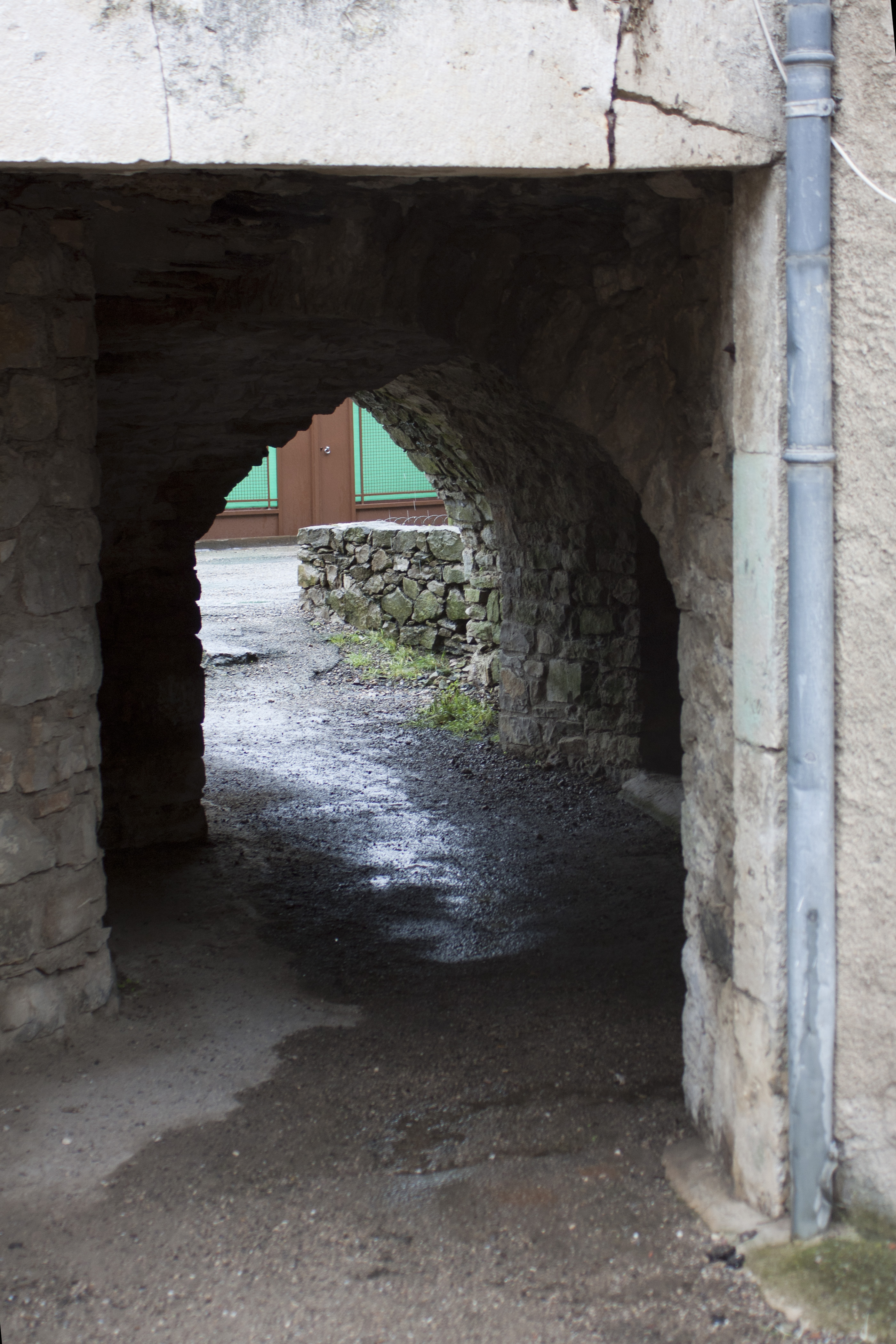

- ドルメン
- 墳丘墓